# Bypass Hill
Bypass Hill är en kulle i Antarktis. Den ligger i Östantarktis. Nya Zeeland gör anspråk på området. Toppen på Bypass Hill är 660 meter över havet.
Terrängen runt Bypass Hill är varierad. Trakten är obefolkad. Det finns inga samhällen i närheten.